# أعمال جوار أمريكا
شركة إعادة استثمار الجوار ، التي تتعامل مع إعادة استثمار الجوار ، هي منظمة غير ربحية مستأجرة من الكونغرس تدعم تنمية المجتمع في الولايات المتحدة وبورتوريكو. تقدم المنظمة المنح والمساعدة الفنية لأكثر من 240 منظمة تنمية مجتمعية. توفر إعادة استثمار الجوار أمريكا التدريب للعاملين في مجال الإسكان والتنمية المجتمعية من خلال معاهد التدريب الوطنية التابعة لها. منذ عام 2007 ، قامت شركة إعادة استثمار الجوار بإدارة البرنامج الوطني لتقديم المشورة بشأن التخفيف من حدة حبس الرهن.
تضم شبكة إعادة استثمار الجوار أكثر من 240 منظمة تنمية مجتمعية تعمل في المجتمعات الحضرية والضواحي والريفية في جميع أنحاء البلاد.
يتكون مجلس إدارة إعادة استثمار الجوار من نائب وزير الإسكان والتنمية الحضرية ، وهو عضو في مجلس محافظي نظام الاحتياطي الفيدرالي ، وعضو في مكتب المستشار الرئيسي للمراقب المالي للعملة، ونائب رئيس مجلس الإدارة الفيدرالي مؤسسة تأمين الودائع وعضو مجلس إدارة الاتحاد الوطني للائتمان . رئيسة مجلس الإدارة هي النائب الأول للمراقب المالي للامتثال وشؤون المجتمع، السيدة غروفتا جاردينر.

## روابط خارجية
- الموقع الرسمي
- مؤسسة إعادة استثمار الجوار في السجل الفيدرالي